# Entitats Catalanes d'Acció Social
Entitats Catalanes d'Acció Social (ECAS) és una federació de 114 organitzacions privades no lucratives que treballen a Catalunya en l'àmbit social per donar resposta a les necessitats de col·lectius en situació o risc d'exclusió social. Es va fundar l'any 2003 com a resultat de la fusió de diferents plataformes de Catalunya en l'àmbit social per oferir un espai d'intercanvi, diàleg i coordinació entre les entitats associades, les administracions i la resta d'agents socials.
Forma part de la Taula del Tercer Sector, la Confederació, el Consell d'Associacions de Barcelona (CAB), l'European Anti Poverty Network (EAPN) i Pobresa Zero.
En les eleccions al Parlament de Catalunya de 2015 va reclamar a tots els partits polítics un canvi en les polítiques socials per superar les mesures pal·liatives i poder actuar sobre les causes de les desigualtats.